# Wigoltingen
Wigoltingen est une commune suisse située dans le centre du canton de Thurgovie, au sud de Seerücken, sur la rive nord de la Thur, entre Weinfelden et Frauenfeld.
La municipalité comprend également les villages Bonau, Engwang, Illhart, Wagerswil, Lamperswil et Hasli.

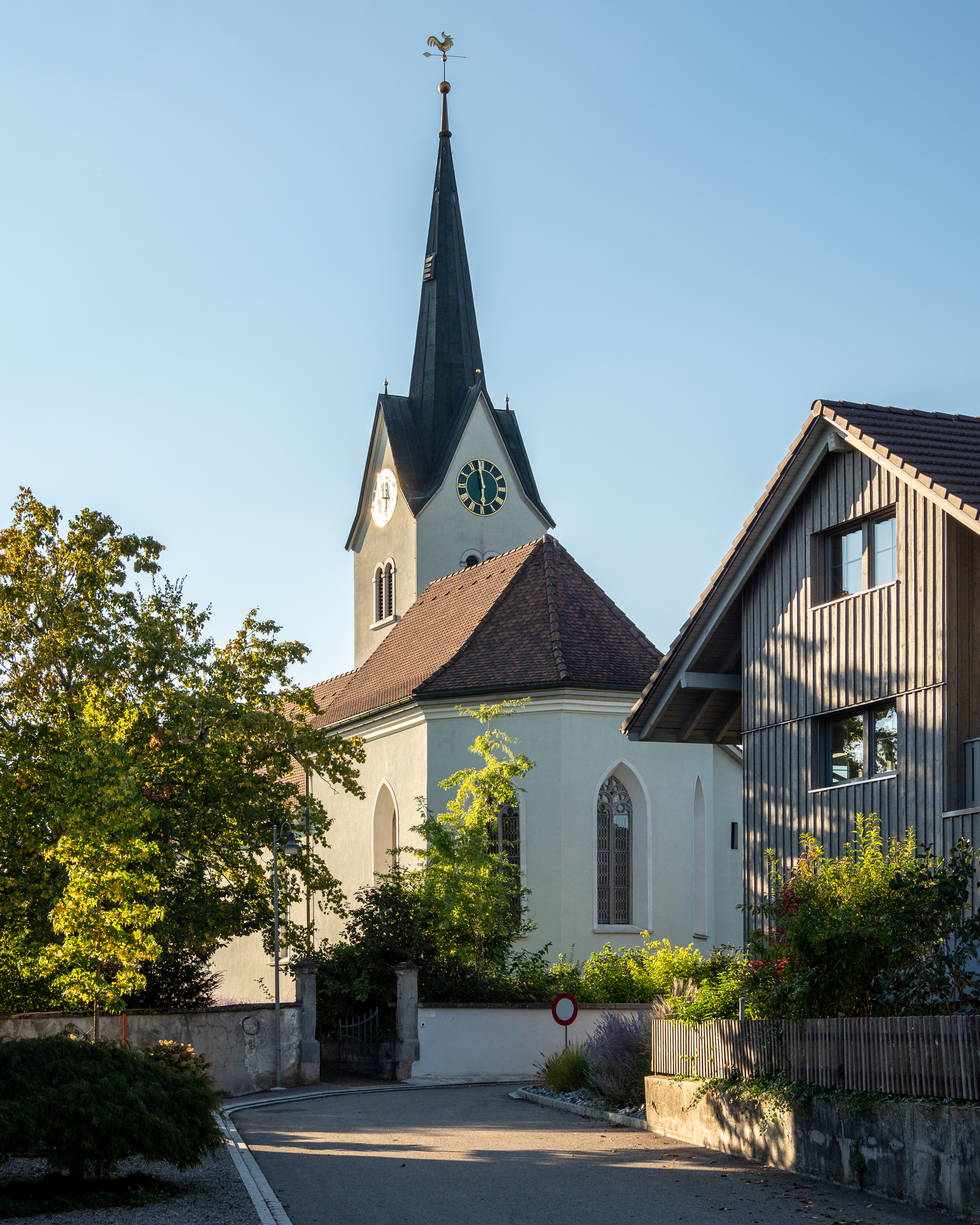
L'église

## Culture

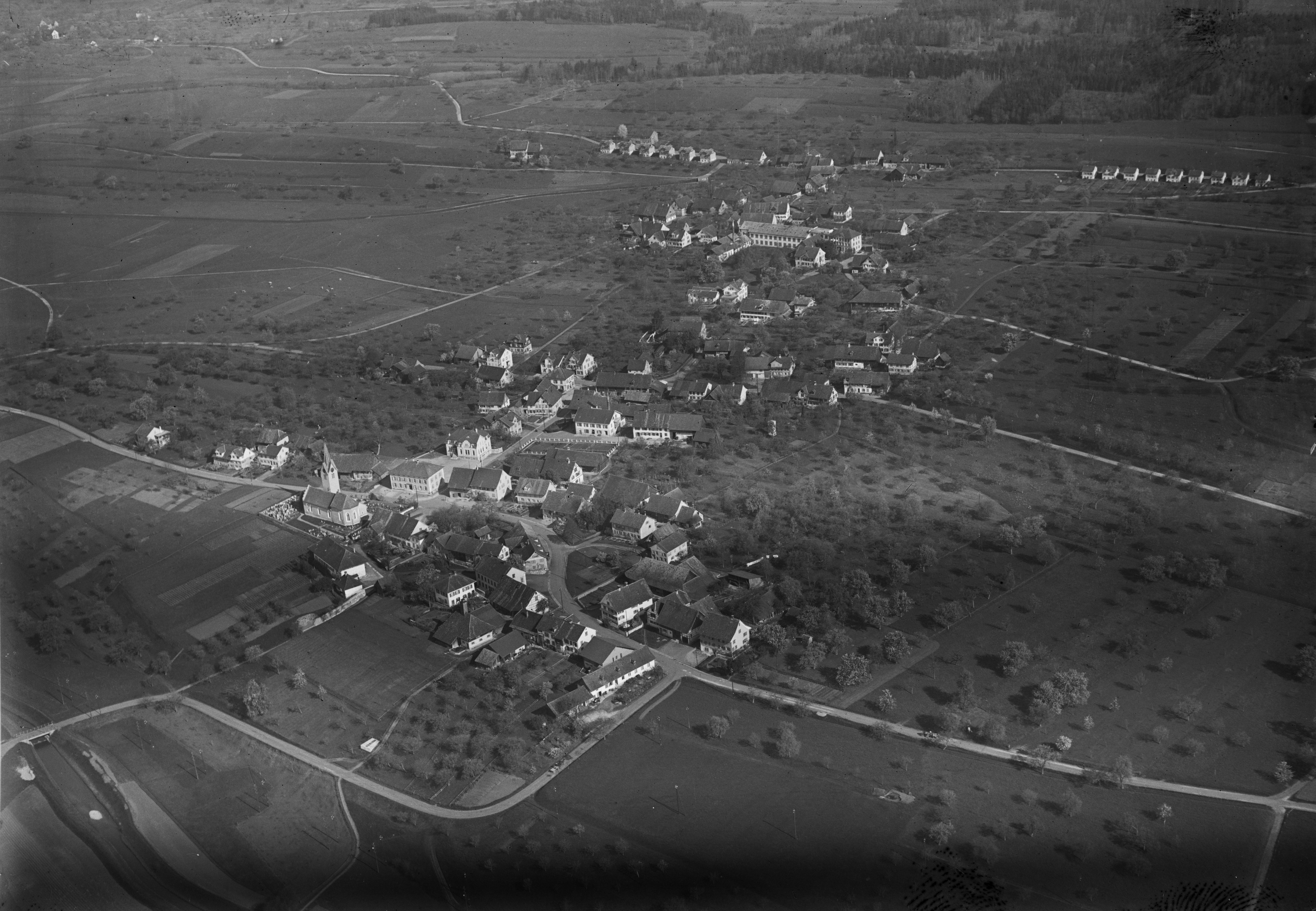
Photo aérienne prise à 400 m d’altitude par Walter Mittelholzer (1924).

Plus de 89 % des habitants sont germanophones. Les autres langues sont l'italien avec 1,77 % et le portugais avec 1,38 %.
Le château d'Altenklingen, inscrit comme bien culturel suisse d'importance nationale, se trouve sur le territoire de la commune de Wigoltingen.
Comme dans de nombreux villages de Suisse, une grande partie de la culture locale se déroule dans des clubs. Il y a plusieurs chorales et clubs sportifs. De plus, il y a la télévision Wigoltingen depuis 2009.